# Pak maar m'n hand
Pak maar m'n hand is een Nederlandstalig nummer van het duo Nick & Simon, speciaal geschreven voor de soundtrack van de Nederlandse film De scheepsjongens van Bontekoe. Het nummer komt tevens voor op hun tweede album Vandaag uit 2007.
Het nummer kwam op 24 november 2007 binnen in de Single Top 100 op nr 1 en bleef 23 weken in de lijst staan. In de Nederlandse Top 40 raakt de single tot de 12e positie en verbleef het 9 weken in de lijst.
Het liedje werd tevens in het Engels vertaald als Take my hand en gebruikt tijdens hun kleine tour in Amerika. Deze tour werd gedaan in de staat Memphis (Tennessee) in 2011, een docuprogramma werd uitgezonden in juni 2011, getiteld The American Dream.

## Clip
In de clip gaan Nick & Simon naar de bioscoop en nemen zitting in de draaizaal. Daar wordt de film Scheepsjongens van Bontekoe vertoond, tussendoor treden de twee voor het scherm op met hun nummer.

## Hitnoteringen
Pak maar m'n hand behaalde nummer 12 als hoogste positie van de Nederlandse Top 40 en stond negen weken in deze lijst. In de Single Top 100 stond het - met een korte onderbreking - drieëntwintig weken. Het was de hoogste notering voor Nick & Simon - met nummer 12 - in de lokale Volendammer Top 1000, een hitlijst die in 2013 werd samengesteld door een groot aantal lokale radio- en televisiestations in Noord-Holland.

### Nederlandse Top 40
| Hitnotering: 01-12-2007 t/m 26-01-2008 | Hitnotering: 01-12-2007 t/m 26-01-2008 | Hitnotering: 01-12-2007 t/m 26-01-2008 | Hitnotering: 01-12-2007 t/m 26-01-2008 | Hitnotering: 01-12-2007 t/m 26-01-2008 | Hitnotering: 01-12-2007 t/m 26-01-2008 | Hitnotering: 01-12-2007 t/m 26-01-2008 | Hitnotering: 01-12-2007 t/m 26-01-2008 | Hitnotering: 01-12-2007 t/m 26-01-2008 | Hitnotering: 01-12-2007 t/m 26-01-2008 | Hitnotering: 01-12-2007 t/m 26-01-2008 |
| Week:                                  | 1                                      | 2                                      | 3                                      | 4                                      | 5                                      | 6                                      | 7                                      | 8                                      | 9                                      |                                        |
| -------------------------------------- | -------------------------------------- | -------------------------------------- | -------------------------------------- | -------------------------------------- | -------------------------------------- | -------------------------------------- | -------------------------------------- | -------------------------------------- | -------------------------------------- | -------------------------------------- |
| Positie:                               | 28                                     | 15                                     | 12                                     | 12                                     | 14                                     | 14                                     | 17                                     | 28                                     | 33                                     | uit                                    |

### NederlandseSingle Top 100
| Hitnotering: (Week 1 t/m 17) 24-11-2007 t/m 15-03-2008 Hitnotering: (Week 18 t/m 23) 23-01-2010 t/m 27-02-2010 | Hitnotering: (Week 1 t/m 17) 24-11-2007 t/m 15-03-2008 Hitnotering: (Week 18 t/m 23) 23-01-2010 t/m 27-02-2010 | Hitnotering: (Week 1 t/m 17) 24-11-2007 t/m 15-03-2008 Hitnotering: (Week 18 t/m 23) 23-01-2010 t/m 27-02-2010 | Hitnotering: (Week 1 t/m 17) 24-11-2007 t/m 15-03-2008 Hitnotering: (Week 18 t/m 23) 23-01-2010 t/m 27-02-2010 | Hitnotering: (Week 1 t/m 17) 24-11-2007 t/m 15-03-2008 Hitnotering: (Week 18 t/m 23) 23-01-2010 t/m 27-02-2010 | Hitnotering: (Week 1 t/m 17) 24-11-2007 t/m 15-03-2008 Hitnotering: (Week 18 t/m 23) 23-01-2010 t/m 27-02-2010 | Hitnotering: (Week 1 t/m 17) 24-11-2007 t/m 15-03-2008 Hitnotering: (Week 18 t/m 23) 23-01-2010 t/m 27-02-2010 | Hitnotering: (Week 1 t/m 17) 24-11-2007 t/m 15-03-2008 Hitnotering: (Week 18 t/m 23) 23-01-2010 t/m 27-02-2010 | Hitnotering: (Week 1 t/m 17) 24-11-2007 t/m 15-03-2008 Hitnotering: (Week 18 t/m 23) 23-01-2010 t/m 27-02-2010 | Hitnotering: (Week 1 t/m 17) 24-11-2007 t/m 15-03-2008 Hitnotering: (Week 18 t/m 23) 23-01-2010 t/m 27-02-2010 | Hitnotering: (Week 1 t/m 17) 24-11-2007 t/m 15-03-2008 Hitnotering: (Week 18 t/m 23) 23-01-2010 t/m 27-02-2010 | Hitnotering: (Week 1 t/m 17) 24-11-2007 t/m 15-03-2008 Hitnotering: (Week 18 t/m 23) 23-01-2010 t/m 27-02-2010 | Hitnotering: (Week 1 t/m 17) 24-11-2007 t/m 15-03-2008 Hitnotering: (Week 18 t/m 23) 23-01-2010 t/m 27-02-2010 | Hitnotering: (Week 1 t/m 17) 24-11-2007 t/m 15-03-2008 Hitnotering: (Week 18 t/m 23) 23-01-2010 t/m 27-02-2010 | Hitnotering: (Week 1 t/m 17) 24-11-2007 t/m 15-03-2008 Hitnotering: (Week 18 t/m 23) 23-01-2010 t/m 27-02-2010 | Hitnotering: (Week 1 t/m 17) 24-11-2007 t/m 15-03-2008 Hitnotering: (Week 18 t/m 23) 23-01-2010 t/m 27-02-2010 | Hitnotering: (Week 1 t/m 17) 24-11-2007 t/m 15-03-2008 Hitnotering: (Week 18 t/m 23) 23-01-2010 t/m 27-02-2010 | Hitnotering: (Week 1 t/m 17) 24-11-2007 t/m 15-03-2008 Hitnotering: (Week 18 t/m 23) 23-01-2010 t/m 27-02-2010 | Hitnotering: (Week 1 t/m 17) 24-11-2007 t/m 15-03-2008 Hitnotering: (Week 18 t/m 23) 23-01-2010 t/m 27-02-2010 | Hitnotering: (Week 1 t/m 17) 24-11-2007 t/m 15-03-2008 Hitnotering: (Week 18 t/m 23) 23-01-2010 t/m 27-02-2010 | Hitnotering: (Week 1 t/m 17) 24-11-2007 t/m 15-03-2008 Hitnotering: (Week 18 t/m 23) 23-01-2010 t/m 27-02-2010 | Hitnotering: (Week 1 t/m 17) 24-11-2007 t/m 15-03-2008 Hitnotering: (Week 18 t/m 23) 23-01-2010 t/m 27-02-2010 | Hitnotering: (Week 1 t/m 17) 24-11-2007 t/m 15-03-2008 Hitnotering: (Week 18 t/m 23) 23-01-2010 t/m 27-02-2010 | Hitnotering: (Week 1 t/m 17) 24-11-2007 t/m 15-03-2008 Hitnotering: (Week 18 t/m 23) 23-01-2010 t/m 27-02-2010 | Hitnotering: (Week 1 t/m 17) 24-11-2007 t/m 15-03-2008 Hitnotering: (Week 18 t/m 23) 23-01-2010 t/m 27-02-2010 | Hitnotering: (Week 1 t/m 17) 24-11-2007 t/m 15-03-2008 Hitnotering: (Week 18 t/m 23) 23-01-2010 t/m 27-02-2010 |
| Week: | 1 | 2 | 3 | 4 | 5 | 6 | 7 | 8 | 9 | 10 | 11 | 12 | 13 | 14 | 15 | 16 | 17 | | 18 | 19 | 20 | 21 | 22 | 23 | |
| --- | --- | --- | --- | --- | --- | --- | --- | --- | --- | --- | --- | --- | --- | --- | --- | --- | --- | --- | --- | --- | --- | --- | --- | --- | --- |
| Positie: | 1 | 11 | 8 | 16 | 16 | 13 | 6 | 18 | 20 | 27 | 47 | 38 | 52 | 31 | 57 | 71 | 84 | uit | 54 | 18 | 71 | 93 | 96 | 94 | uit |

### NPO Radio 2 Top 2000
| Nummer met noteringen in de NPO Radio 2 Top 2000 | '09  | '10 | '11 | '12 | '13 | '14 | '15 | '16 | '17  | '18  | '19  | '20 | '21  | '22  | '23  | '24  |
| ------------------------------------------------ | ---- | --- | --- | --- | --- | --- | --- | --- | ---- | ---- | ---- | --- | ---- | ---- | ---- | ---- |
| Pak maar m'n hand                                | 1352 | 317 | 218 | 512 | 459 | 513 | 789 | 841 | 1061 | 1139 | 1056 | 992 | 1041 | 1044 | 1172 | 1530 |

1. ↑  Een vetgedrukt getal geeft de hoogste notering aan.
2. ↑  2009 was het eerste jaar met een notering voor dit nummer.